# Émile Gilbert
Émile-Jacques Gilbert (París, 1793-París, 1874) fue un arquitecto y profesor francés.

## Biografía
Nacido el 3 de septiembre de 1793 en París, era hijo de un arquitecto. Tuvo además un hermano llamado Narcisse, que también fue arquitecto. Entró en la Escuela Politécnica en 1811 y estudió arquitectura en el taller de Barthélemy Vignon y en la Academia, donde obtuvo el segundo gran premio en 1820 y el primero en 1822, por un proyecto para una sala de ópera.

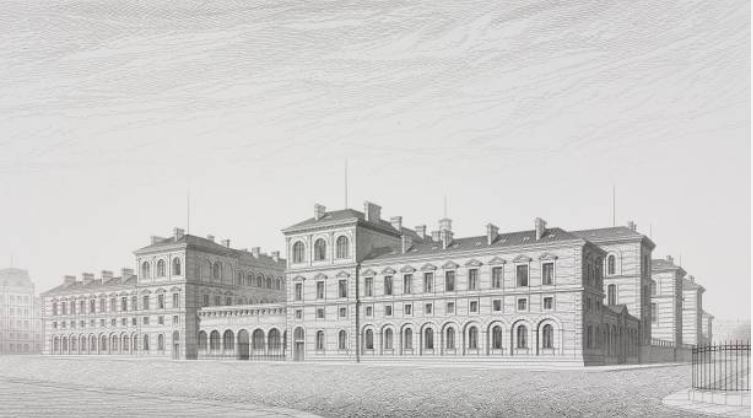
Hôtel-Dieu de París

Fue pensionado por el Gobierno francés en Roma. A su regreso a Francia, se convirtió en arquitecto jefe e inspector divisionario de obras de la prefectura del Sena e inspector general del Consejo de Edificios Civiles. Se le debieron, entre otros edificios, el plan general y el inicio de edificios como la capilla del centro de salud para enfermos mentales en Saint-Maurice (Charenton), la prisión de la Nouvelle-Force, comúnmente llamada prisión de Mazas, en el bulevar Diderot (este edificio en colaboración con Lecointe), el plan y el inicio de la ejecución de los edificios de la prefectura de policía (más adelante tribunal de apelación) en el Quai des Orfèvres, así como el nuevo Hôtel-Dieu, edificios parcialmente completados por su yerno y su colaborador Diet. También fue responsable de la nueva morgue, en un extremo de la Île de la Cité, y de obras para convertir el château de Villers-Cotterêts en un asilo de mendigos, así como de varias tumbas, incluida la de Lord Seymour.
Nombrado miembro del Instituto y secretario de archivos de la École des Beaux-Arts, fue también uno de los directores de la Société centrale des architectes, que presidió durante once años, de 1854 a 1864. Falleció el 31 de octubre de 1874 en París.